# Ricardo Drubscky
Sebastião Ricardo Drubscky de Campos (Belo Horizonte, 20 de janeiro de 1960) é um treinador e dirigente esportivo brasileiro. Atualmente está sem clube.
Como técnico, já trabalhou nas equipes profissionais do Mamoré, América Mineiro, Democrata, Villa Nova, Ipatinga, Atlético Mineiro, Araçatuba, Valeriodoce, Botafogo-PB, Caxias do Sul, Monte Azul, Tupi e Volta Redonda. Suas principais conquistas foram o Campeonato Paraibano de 2002 pelo Botafogo, além da Série D de 2011 pelo Tupi.
De ascendência polonesa, é autor do livro O Universo Tático do Futebol – Escola Brasileira.

## Carreira

### Formação e início
Formado em educação física pela Universidade Federal de Minas Gerais (UFMG), iniciou sua carreira como preparador físico nas equipes de base do Cruzeiro em 1986 e entre 1987 e 1988 na equipe profissional do próprio clube mineiro, e no Universidad Católica (Equador). Também foi auxiliar técnico em alguns clubes de Portugal e treinador de juniores em clubes do Japão.
Na década de 2000, atuou como gerente e coordenador do departamento de futebol de equipes como Cruzeiro, Atlético Paranaense, Ipatinga, América Mineiro e Atlético Mineiro.

### Atlético Paranaense
Em junho de 2012 passou a comandar o Atlético Paranaense, porém ficou por apenas duas partidas, virou auxiliar técnico e, após a demissão do novo técnico, retornou ao comando do time.
Após um mau início do Furacão no Campeonato Brasileiro de 2013, com a equipe chegando a ocupar a vice lanterna, Drubscky foi demitido do clube no dia 8 de julho.

### Criciúma
Foi anunciado pelo Criciúma no dia 16 de dezembro de 2013, sendo contratado para a temporada 2014. O treinador comandou a equipe por sete jogos até 20 de fevereiro, quando foi demitido. Dias depois, Drubscky publicou carta aberta afirmando ter sido vítima do "imediatismo" do futebol brasileiro.

### Paraná e Goiás
Em 4 de abril foi contratado pelo Paraná, porém rescindiu o vínculo onze dias depois, e assumiu o comando técnico do Goiás em 16 de abril. No final do ano, não teve o contrato renovado e deixou o clube.

### Vitória
Em 15 de dezembro de 2014, o Vitória o contratou para a temporada 2015. Permaneceu até 9 de março, após doze 12 jogos (seis pelo Campeonato Baiano, quatro pela Copa do Nordeste e dois amistosos), obtendo um aproveitamento de 63%: seis vitórias, quatro empates e duas derrotas.

### Fluminense
Após a demissão de Cristóvão Borges, Ricardo Drubscky foi contratado pelo Fluminense no dia 23 de março de 2015, chegando com a missão de tentar reerguer a equipe após o empate polêmico contra o Tigres do Brasil, no Maracanã. No dia 20 de maio, em consequência da goleada sofrida por 4 a 1 para o Atlético Mineiro, num jogo válido pela 2ª rodada do Brasileirão, o treinador foi demitido do Tricolor depois de ficar apenas oito jogos.

### Audax
Em 21 de agosto do mesmo ano, Ricardo Drubscky foi anunciado como novo comandante do Audax. Após a eliminação na Copa Paulista de 2015, sendo considerada uma campanha regular, parando na segunda fase da competição, o treinador deixou a equipe.

### Tupi
Em 7 de fevereiro de 2016, Drubscky acertou o seu retorno ao Tupi após cinco anos distante de Juiz de Fora, e sua volta foi bastante festejada pela torcida do Galo Carijó. Ele assume a equipe para a disputa do Campeonato Mineiro e da Série B do Campeonato Brasileiro.
No dia 8 de junho, Drubscky, em comum acordo com o Tupi, anunciou sua saída do clube, encerrando sua segunda passagem pela equipe.

### América Mineiro
Em junho de 2018, tornou-se treinador do América Mineiro. Depois de dois jogos e duas derrotas, foi substituído por Adílson Batista.

### Cruzeiro
Em 2020, após a demissão de Ocimar Bolicenho, foi "alçado" da base para o profissional na função de diretor de futebol.

## Estatísticas
| Clube               | Jogos | Vitórias | Empates | Derrotas | Aproveitamento |
| ------------------- | ----- | -------- | ------- | -------- | -------------- |
| Atlético Paranaense | 34    | 19       | 10      | 5        | 65,6%          |
| Joinville           | 16    | 7        | 5       | 5        | 43,8%          |
| Criciúma            | 7     | 3        | 3       | 1        | 52%            |
| Paraná              | 1     | 1        | 0       | 0        | 100%           |
| Goiás               | 43    | 15       | 9       | 19       | 41,8%          |
| Vitória             | 12    | 6        | 4       | 2        | 63%            |
| Fluminense          | 8     | 5        | 0       | 3        | 62,5%          |
| Tupi                | 16    | 5        | 1       | 10       | 30%            |
| América Mineiro     | 2     | 0        | 0       | 2        | 0%             |

## Títulos

### Como treinador
Botafogo-PB
- Campeonato Paraibano: 2002

Tupi
- Campeonato Brasileiro - Série D: 2011

Atlético Paranaense
- Marbella Cup: 2013

### Como coordenador técnico
Sport
- Campeonato Pernambucano: 2024[25]